# Shintai Kempo
Shintai kempo (心体拳法) är en modern budostil som grundades 1994 i Sverige av Tommy Kedja. Stilen har sina rötter i bland annat Shorinjikempo och Shaolin Kung Fu och bygger på tekniker som återfinns i alla möjliga olika kampstilar. Det är därför möjligt att dra paralleller emellan och länka Shintai Kempo till ett stort antal olika kampstilar. Stilen kan sammanfattas som en skola i traditionella kamptekniker och en som bygger på beprövade tekniker. 
Shintai Kempo kan översättas till ungefär "tekniker för kropp och själ" men för en djupare och mer korrekt förståelse krävs en semantisk analys av de ovanstående kanji. 
De största klubbarna är moderklubben i Visby och Eskilstuna Shintai Kempo.
Våren 2017 startades även en klubb i Kalmar. 
Shintai Kempo Kalmar Föreningen driver sedan höstterminen 2017 träning för en barn, ungdomar och vuxna.

## Tekniker
Som i Shorinji kempo kombineras två olika system eller sammansättningar av tekniker till ett komplett självförsvarssystem. Dessa är:
- Goho: "hårda" självförsvarstekniker med olika typer av slag, sparkar, stötar och blockeringar.
- Juho: "mjuka" tekniker såsom losstagningar och kast.

Principen för teknikerna är att de antingen kan beskrivas som en cirkel som sluts och som fortsätter in mot centrum eller som en cirkel sluts för att lösas ut i en riktning. För bildlig jämförelse jämför en rund cirkel med en 6:a förutsatt att linjen till figuren fortsätter rakt ut och att den är riktningen. Kraften tas in, omleds och låses respektive tas in, omleds och leds ut/projiceras i exempelvis ett kast.